# Аютустепеке
Аютустепеке (на испански: Ayutuxtepeque, на науатъл: Āyōtōchtepēc) е град и община в Централен Салвадор, департамент Сан Салвадор. През 2007 г. населението на града е 34 710 души.